# ریچی وودهال
ریچی وودهال (انگلیسی: Richie Woodhall؛ زادهٔ ۱۷ آوریل ۱۹۶۸) بوکسور اهل بریتانیا است.